# أكي أندرسون (عداء مسافات طويلة)
أكي أندرسون (بالسويدية: Åke Andersson)‏ هو عداء مسافات طويلة سويدي، ولد في 2 سبتمبر 1925 في فيستيروس في السويد، وتوفي بنفس المكان في 3 مارس 2005.

## وصلات خارجية
- أكي أندرسون على موقع أوليمبيديا (الإنجليزية)
- أكي أندرسون على موقع اللجنة الأولمبية السويدية (السويدية)